# 谢克昌
谢克昌（1946年—），山西五台人，中华人民共和国学者。任中国工程院院士、副院长、中国国民党革命委员会副主席等职，第九届、十届全国政协委员、常委，第十一届全国人大常委，山西省九届、十届、十一届人大代表，六届、七届山西省政协委员。
毕业于天津大学。曾任太原理工大学校长，煤科学与技术重点实验室主任，后任山西省人大常委会副主任。2008年，担任全国人大常委会委员、中国工程院副院长、民革中央副主席、山西省主委，中国科协副主席。

## 生平

### 教育经历
1959年至1963年，在太原五中高59班学习。1963年至1968年，在天津大学化工系高分子化学专业学习。1978年至1981年，入太原工学院化工系读研究生。1998年到日本信州大学进修并获博士学位。

### 任职经历
1968年，在河北省黄骅市化工厂、化肥厂、工业局技术员。1981年，在太原工学院化工系任教。1983年，到美国南卡罗来纳大学进修。
1985年，回国后任太原工业大学煤科学研究室主任、副教授、教授。1993年，任太原工业大学校长助理。1994年，任太原工业大学副校长。1995年，任太原工业大学校长、党委副书记。1997年，任太原理工大学校长、党委副书记（至2010年初），民革中央常委，民革山西省委主委。1999年，任山西省人大常委会副主任。2001年，兼任山西省科协主席。2003年，任十届全国政协常委。2005年，不再担任山西省科协主席。2006年5月，中国科学技术协会第七届全国代表大会召开，选举产生第七届委员会，他当选为副主席。2007年，兼任民革中央副主席。
2010年5月10日，任全国煤化工标准化技术委员会主任委员。2010年6月11日当选中国工程院副院长。2011年4月1日，浙江大学兼职教授。2011年4月21日，青岛科技大学兼职教授。2011年5月30日，中国科协第八次全国代表大会上，出任中国科协副主席。2013年2月，当选美国国家工程院外籍院士。